# Къмбърланд (окръг, Северна Каролина)
Вижте пояснителната страница за други значения на Къмбърланд.
Окръг Къмбърланд (на английски: Cumberland County) е окръг в щата Северна Каролина, Съединени американски щати. Площта му е 1704 km², а населението – 327 127 души (2016). Административен център е град Файетвил.